# 巴伊亚福尔莫萨
巴伊亚福尔莫萨（葡萄牙語：Baía Formosa）是巴西北大河州的一个市镇。总面积245.51平方公里，总人口8263人，人口密度33.7人/平方公里。